# Dervêncio dos Coritanos
Dervêncio dos Coritanos (em latim: Derventio Coritanorum) foi uma pequena cidade da província romana da Britânia. Hoje a área é conhecida como Little Chester, nos arredores de Derby, Inglaterra, localizada no condado inglês de Derbyshire.

## Descrição
O primeiro forte romano na área foi erguido na margem oposta do rio Derwent no Parque Strutts. Foi substituído em 80 d.C por um forte no local atual, mas isso durou somente cerca de quarenta anos, sendo posteriormente desativado. Houve uma extensa atividade romana no forte, que foi conectado para oeste por uma estrada que ia para a Rua Icknield, e a leste por uma estrada que ia parar em Sawley, no rio Trent. Um forte-vicus que fabricava cerâmica e ferro trabalhado foi construído 600 metros a leste na Estrada Sawley. O forte foi mais tarde reocupado e reutilizado por mais 25 anos. A beirada de defesa e a paliçada de madeira foram remodeladas e portões de pedra foram construídos. Até fim do século III, ficou novamente desocupado, quando um muro de pedra foi erguido em volta da cidade.